# Planinski runolist
Planinski runolist (krški runolist, lat. Leontopodium nivale subsp. alpinum; sin. Leontopodium alpinum; bazionim: Gnaphalium leontopodium) je jedan od najpoznatijih europskih planinskih biljaka. Budući da je vrlo rijetka zaštićena je u cijeloj Europi. Runolist je biljka trajnica koja se razmnožava sjemenom, ali se obnavlja i iz korijena. Raste u busenima vrlo često na nepristupačnim planinskim liticama.
Rasprostranjena je na gorskim predjelima, uglavnom Alpama. U Hrvatskoj ova vrsta raste u opsegu endemičnih biljnih zajednica iz sveze Micromerion Croaticae, te uglavnom obrašćuje pukotine i litice vapnenačkih stijena predplaninskog i planinskog pojasa Dinarskog gorja, i to uglavnom na sjevernim stranama, ali se mjestimično javlja i na kamenjarskim travnjacima na području Zavižana na Velebitu.
Vrsta je zabilježena u Engleskoj; Francuskoj; Španjolskoj (Pireneji); Njemačkoj (Bavarska); Švicarskoj; Austriji; Lihtenštajnu; Italiji; Poljskoj; Slovačkoj; Sloveniji; Hrvatskoj; Bosni i Hercegovini; Srbiji; Kosovu; Crnoj Gori; Albaniji; Rumunjskoj; Bugarskoj; Ukrajini.

## Simbolika
Runolist je službeni cvijet u Švicarskoj, u Bugarskoj je znak turističke zajednice. A nalazi se i na europskom centu.
U Austro-Ugarskoj vojsci ustanovljenoj 1907. godine runolist odnosno njem. Edelweiss je bio simbol planinskih postrojba. Kasnije je korišten i u Drugom svj. ratu. Danas se kao znakovlje koristi u njemačkim, austrijskim i poljskim planinskim postrojbama. Također se nalazi kao simbol na znaku HGSS-a.

## Slike
- Planinski runolist
- Planinski runolist
- Planinski runolist
- Planinski runolist
- Planinski runolist

## Vanjske poveznice
- Leksikografski zavod Miroslav Krleža. 2013–2024. Runolist. Hrvatska enciklopedija. online izdanje. Inačica izvorne stranice arhivirana 5. travnja 2024.CS1 održavanje: format datuma (link)
- Hirc, Dragutin. 1898. [napisano 1898-02-08] Bjelolist. Gorski kotar: slike, opisi i putopisi. Slikar Václav Lev Anderle. 🖶 Lavoslav Hartman (Kugli i Deutsch). Zagreb. str. 60–63 Republished as Hirc, Dragutin. 1993. [napisano 1898-02-08] Bjelolist. Gorski kotar: slike, opisi i putopisi. Illustrated by Václav Lev Anderle. 🖶 Tiskara Rijeka. Rijeka. str. 60–63. ISBN 953-158-004-9